# Leslie Howard (acteur)
Pour les articles homonymes, voir Leslie Howard et Howard.
Leslie Howard est un acteur, réalisateur et producteur de cinéma britannique, né le 3 avril 1893 à Forest Hill (Londres) et mort le 1er juin 1943 dans le golfe de Gascogne, à bord du Vol BOAC 777-A (Lisbonne-Bristol) abattu par la chasse allemande.

## Biographie
Leslie Howard nait à Upper Norwood (à Londres) sous le nom de « Leslie Howard Steiner ». Sa mère, Mme Lilian Steiner née Blumberg, est britannique et son père Ferdinand Steiner est un Juif d’origine hongroise. Lilian Blumberg avait été éduquée dans la religion chrétienne mais elle était partiellement Juive par son grand-père paternel Ludwig Blumberg, un marchand juif originaire de Prusse-Orientale qui s'était mariée à une Anglaise de la haute bourgeoisie (en),,.
Il fréquente l’Alleyn's School (en) de Londres. Comme beaucoup de personnes ayant un nom à consonance allemande à l’époque de la Première Guerre mondiale, la famille Steiner anglicise son nom en « Stainer » ; néanmoins les documents militaires de Leslie Howard montrent que son nom est officiellement resté « Steiner » lorsqu'il était incorporé.
Il débute comme acteur dans le cinéma muet, apparaissant dans un film en 1914. Mais la Première Guerre mondiale interrompt ce début de carrière. Servant dans la British Army, l'armée de terre britannique, il est démobilisé en 1917 en état de choc (stress post-traumatique). Il lui est conseillé de reprendre le travail d'acteur en guise de thérapie.
En 1917, il obtient un premier rôle et tourne ensuite dans plusieurs films muets britanniques et en produit quelques-uns.
En mars 1920, il publie un avis dans The London Gazette indiquant qu'il a officiellement changé de nom en abandonnant l’utilisation du nom « Steiner » et qu’il s'appelle désormais simplement « Leslie Howard ».
En 1930, il joue aux États-Unis dans un premier film parlant, Outward Bound de Robert Milton. Sélectionné plusieurs fois pour les Oscars (Berkeley Square, Pygmalion), il apparaît souvent dans des rôles de dandy romantique. En 1936, il joue dans La Forêt pétrifiée. C'est lui qui insiste pour que Humphrey Bogart soit présent dans le film.
En 1939, il tient le rôle d'Ashley Wilkes dans Autant en emporte le vent à la condition que David O. Selznick le laisse jouer dans Intermezzo et coproduire le film. Mal à l'aise à Hollywood au début de la Seconde Guerre mondiale, il retourne au Royaume-Uni et participe à l'effort de guerre au travers de films, d'articles et d'émissions radiophoniques.
Le 1er juin 1943, de retour de Lisbonne en direction de Bristol, l'avion dans lequel il se trouve (le Douglas DC-3 du vol BOAC 777) est abattu par des chasseurs bombardiers allemands au-dessus du golfe de Gascogne. Il fait partie des dix-sept victimes de l'attaque,.
Il est le père de deux enfants, dont l'acteur Ronald Howard (1918-1996) qui lui a consacré une biographie.

## Filmographie

### Films muets
- 1914 : The Heroine of Mons de Wilfred Noy, acteur
- 1917 : The Happy Warrior de Floyd Martin Thornton (en), acteur
- 1919 : The Lackey and the Lady de Thomas Bentley, acteur
- 1920 : Bookworms de Adrian Brunel, acteur et producteur
- 1920 : The Bump de Adrian Brunel, producteur
- 1920 : Five Pounds Reward de Adrian Brunel, acteur et producteur
- 1920 : Twice Two de Adrian Brunel, producteur
- 1921 : The Temporary Lady de Adrian Brunel, producteur
- 1921 : Too Many Cooks de Adrian Brunel, producteur

### Films parlants

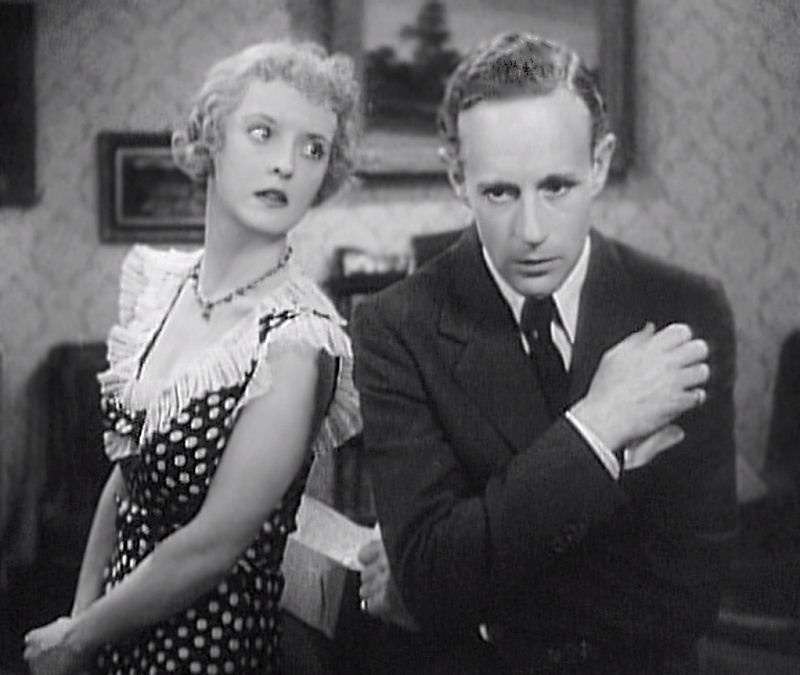
Bette Davis et Leslie Howard dans L'Emprise (1934).

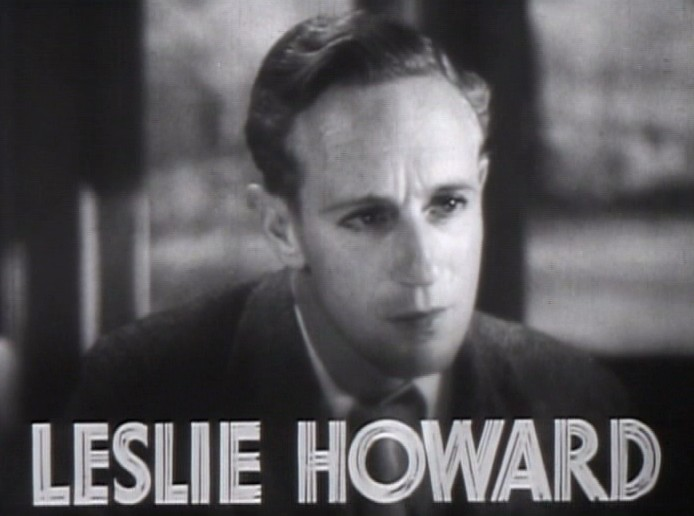
Leslie Howard dans le film La Forêt pétrifiée (The Petrified Forest, 1936).

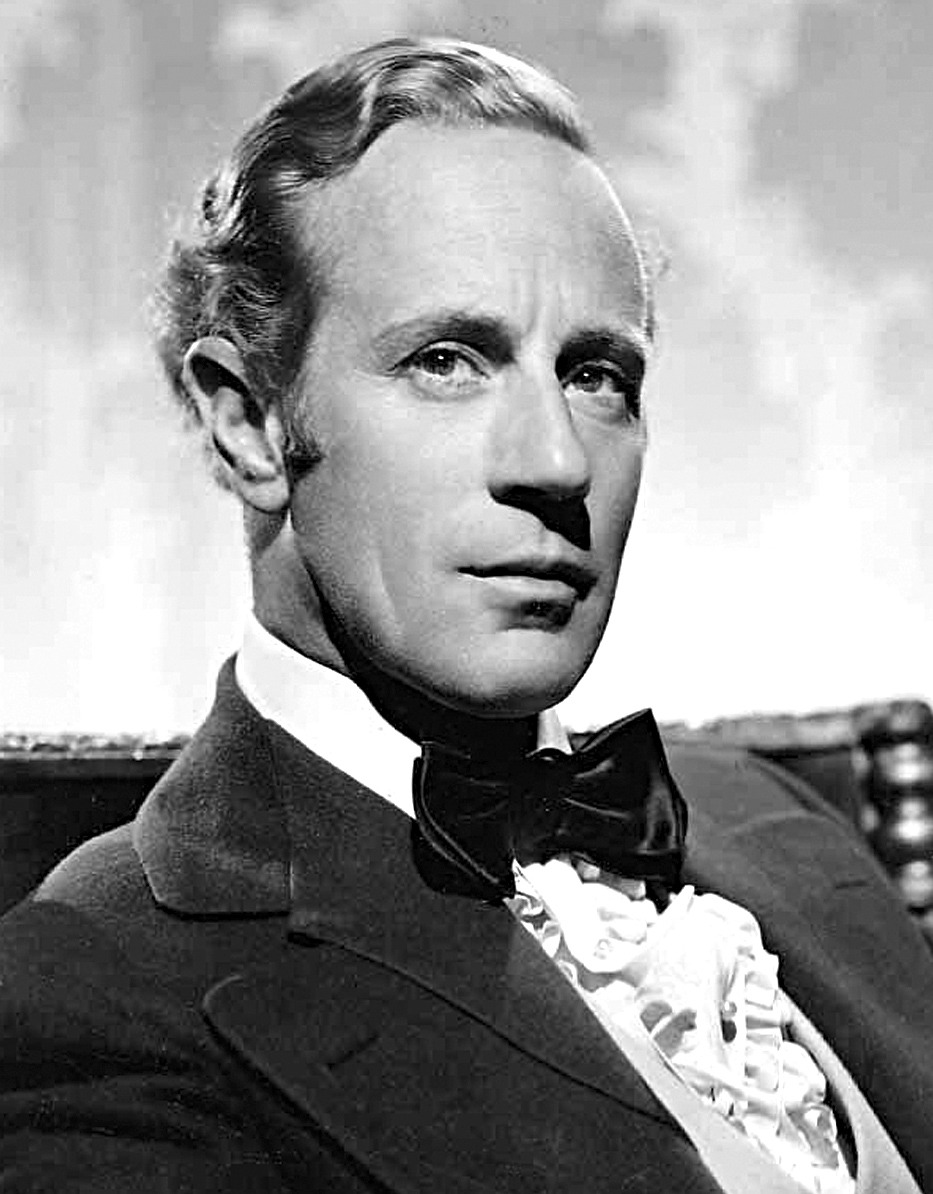
Leslie Howard dans le rôle d'Ashley Wilkes dans Autant en emporte le vent (1939).

- 1930 : Outward Bound de Robert Milton, acteur
- 1931 : Never the Twain Shall Meet de W. S. Van Dyke, acteur
- 1931 : Âmes libres ou L’émancipée (A Free Soul) de Clarence Brown, acteur
- 1931 : Fille de luxe (Daughter of Luxury ou Five and Ten) de Robert Z. Leonard, acteur
- 1931 : Devotion de Robert Milton, acteur
- 1932 : Service for Ladies ou Reserved for ladies de Alexander Korda, acteur
- 1932 : Chagrin d'amour (Smilin’throug) de Sidney Franklin, acteur
- 1932 : The Animal Kingdom ou The Woman in the House de Edward H. Griffith, acteur
- 1933 : Secrets de Frank Borzage, acteur
- 1933 : Capturé (Captured !) de Roy Del Ruth, acteur
- 1933 : Berkeley Square, de Frank Lloyd, acteur
- 1934 : Ce que femme veut (The Lady is Willing) de Gilbert Miller, acteur
- 1934 : Agent britannique (British Agent ou Brutal Agent) de Michael Curtiz, acteur
- 1934 : L'Emprise (Of Human Bondage) de John Cromwell, acteur
- 1934 : Le Mouron rouge ou Le Chevalier de Londres (The Scarlet Pimpernel) de Harold Young, acteur
- 1936 : Roméo et Juliette (Romeo and Juliet) de George Cukor, acteur
- 1936 : La Forêt pétrifiée (The Petrified Forest) de Archie Mayo, acteur
- 1937 : L'Aventure de minuit (It’s Love I’m After) de Archie Mayo, acteur
- 1937 : Monsieur Dood part pour Hollywood (Stand-In) de Tay Garnett, acteur
- 1938 : Pygmalion de Anthony Asquith et Leslie Howard, acteur et réalisateur
- 1939 : Intermezzo ou La rançon du bonheur (Escape to Hapiness ou Intermezzo : A love Story) de Gregory Ratoff, acteur et producteur
- 1939 : Autant en emporte le vent (Gone with the Wind) de Victor Fleming, acteur
- 1940 : From the four corners de Anthony Havelock-Allan, scénariste, c.m.
- 1940 : Common Heritage, c.m.
- 1941 : 49e Parallèle (49th Parallel ou The Invaders) de Michael Powell
- 1941 : L'Aigle blanc (en) (White Eagle) de James W. Horne, narrateur, documentaire
- 1941 : Monsieur Smith agent secret (Pimpernel Smith ou The fighting Pimpernel) de Leslie Howard, acteur, producteur, réalisateur
- 1942 : Spitfire (The First of the Few) de Leslie Howard, acteur, producteur, réalisateur
- 1942 : Combat éternel ou Au service d’autrui (The Lamp Still Burns) de Maurice Elvey, production
- 1943 : Femmes en mission (The Gentle Sex) de Leslie Howard, narrateur, producteur, réalisateur
- 1943 : War in the Mediterranean, narrateur, c.m.